# Villa degli Armeni
Villa degli Armeni, detta "il Fresco", è una villa veneta di Asolo, in provincia di Treviso.
Sorge a Sant'Anna, amena località collinare a ponente del centro storico. Il soprannome gli deriva dalla posizione a ridosso del monte Messano e dall'orientazione verso nord.

## Storia
Il palazzetto fu costruito nel Settecento come dépendance della più imponente villa Contarini (che sorge poco più a sud) e ne ha seguito le vicende storiche. Passata a varie famiglie signorili, nel 1895 l'intero complesso pervenne, grazie a una donazione dell'abate Gurekian, ai padri mechitaristi armeni di Venezia. Negli ultimi tempi è stata venduta a privati.

## Descrizione

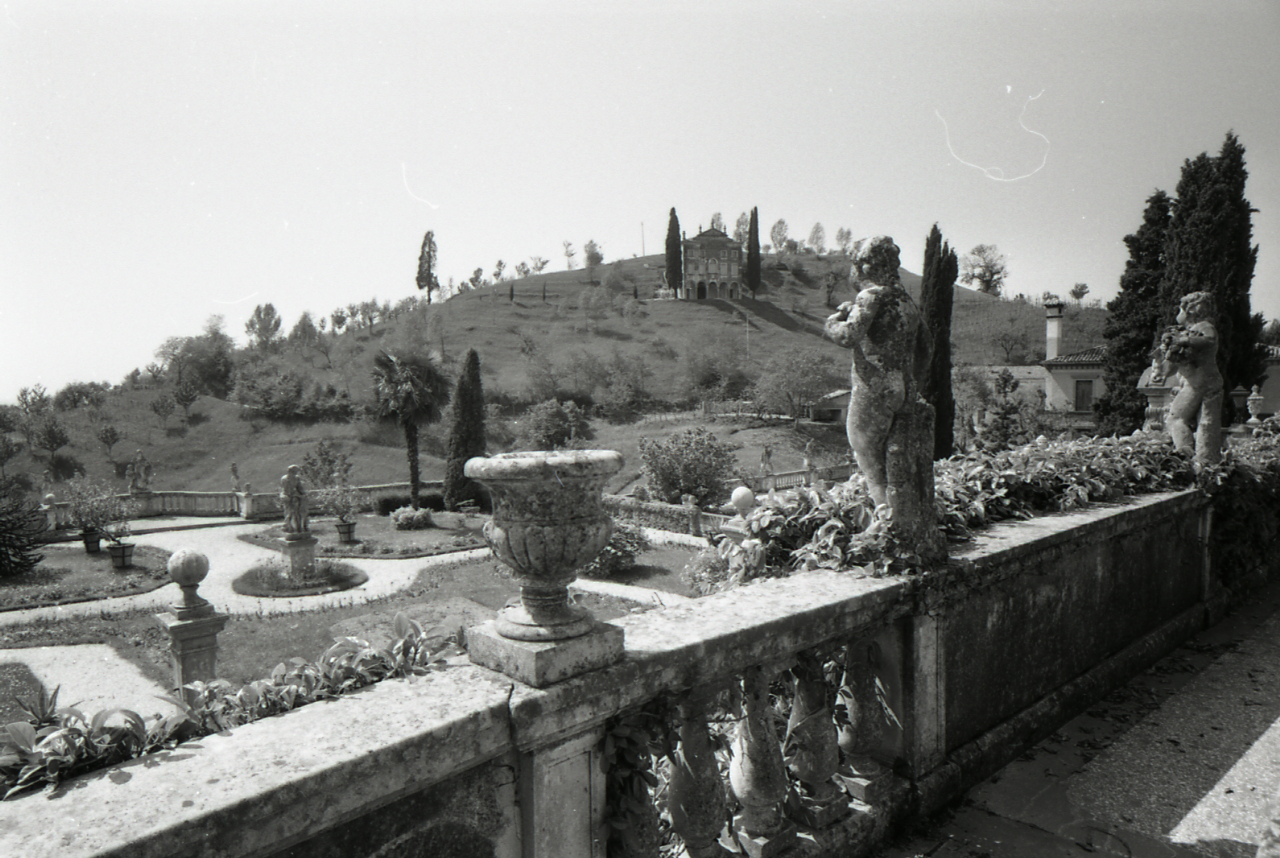
Vista dal giardino. Foto di Paolo Monti, 1966

Posta in posizione dominante e isolata, con la facciata inquadrata da due cipressi secolari, villa degli Armeni costituisce uno degli scorci più noti di Asolo. Non ha un ingresso carraio dal momento che, essendo pertinenza di villa Contarini, gli accessi avvenivano da questa mediante una galleria che attraversava la collina. Oggi è raggiungibile solo pedonalmente.
L'edificio è di piccole dimensioni e compatto. Si sviluppa su tre livelli e mostra la classica organizzazione simmetrica e tripartita, con la fascia centrale accentuata da un sopralzo timpanato, unito al tetto da due volute.
La facciata è intonacata a marmorino e presenta finestre architravate con profili lapidei, corrispondenti alle cinque arcate a tutto sesto che costituiscono il portico del pianoterra. Al centro del primo piano si apre una monofora con poggiolo, più grande e ricca delle aperture circostanti e sovrastata da una parete cieca: testimonia l'esistenza di una grande sala centrale a doppia altezza. Il tutto è coronato da un cornicione che si sviluppa su tutti i lati, e sul quale si imposta la copertura a padiglione. Gli angoli del tetto e i vertici del timpano sono evidenziati da elementi acroteriali.
Le due pareti laterali hanno una sola finestra, una monofora centinata con poggiolo, sopra la campata del portico del pianoterra. La facciata sud, come è stato accennato, dà sul fianco della collina, parzialmente scavato per far posto alla villa.
L'accesso al tunnel si apre in corrispondenza della parete sotto il portico, nascosto da una rientranza quadrata. Alla destra dell'entrata del tunnel comincia la scala che porta al piano superiore, terminando nel salone a doppia altezza.
Sul retro si addossa un secondo volume più basso di un piano, corrispondente agli ambienti di servizio.